# Коркишко, Дмитрий Юрьевич
Дми́трий Ю́рьевич Корки́шко (укр. Дмитро Юрійович Коркішко; род. 4 мая 1990, Черкассы) — украинский футболист, полузащитник клуба «Кудровка»

## Клубная карьера
Воспитанник киевского «Динамо». Первый тренер — Сергей Величко. Один из самых результативных игроков ДЮФЛ, в 78 матчах за «Динамо» забил 62 гола. Также Дмитрий лучший нападающий детской ЛЧ-Лукойл в 2002 году.
В «Динамо-2» дебютировал 5 апреля 2007 года в матче против ужгородского «Закарпатья» (0:2). За «Динамо-2» в Первой лиге сыграл 50 матчей, в которых забил 13 мячей.
В начале сентября 2009 года был включён главным тренером «Динамо» Валерием Газзаевым в заявку на Лигу чемпионов.
В феврале 2010 года был приглашён на просмотр в киевский «Арсенал». «Арсенал» (Киев) арендовал его до лета 2010. В этой команде он и дебютировал в Премьер-лиге Украины 13 марта, выйдя на замену в игре против львовских «Карпат». Всего в Премьер-лиге за «Арсенал» в сезоне 2009/10 он выходил в трёх матчах, забил один гол со стандартного положения. В феврале 2014 года перешёл в белорусский «Минск». 4 июня 2014 года разорвал контракт с клубом.
14 сентября 2015 заключил однолетний контракт с одесским «Черноморцем» с возможностью дальнейшей пролонгации. В составе «моряков» дебютировал 23 сентября в кубковом матче против «Ворсклы», а 27 сентября впервые сыграл за одесский клуб в чемпионате в домашнем поединке снова против «Ворсклы». В сезоне 2016/17 стал лучшим бомбардиром одесского «Черноморца», забив 7 голов в 27 матчах чемпионата Украины.
23 июня 2017 года стало известно, что Коркишко подписал двухлетний контракт с «Гиресунспором». Год спустя перебрался в «Хатайспор», вышедший во второй дивизион.

## Карьера в сборной
В юношеской сборной Украины до 17 лет дебютировал 21 августа 2005 года в матче против Беларуси (1:0). Всего за сборную до 17 лет провёл 35 матчей и забил 14 мячей.
В юношеской сборной до 19 лет дебютировал 21 августа 2007 года в матче против Швеции (3:3). Коркишко был включён Юрием Калитвинцевым в состав сборной на чемпионат Европы 2009 года в Донецке и Мариуполе. Сыграл все пять матчей в основе. В финальном победном матче против Англии забил один из двух голов в ворота англичан, сделав это со штрафного удара и направив мяч прямо в верхний угол ворот. Коркишко не только стал чемпионом Европы, но ещё и был включён в символическую сборную чемпионата по версии сайта Football.ua.

## Достижения
Сборная Украины (до 19 лет)
- Чемпион Европы среди юношей: 2009